# Франц Йозеф Рупрехт
Франц Йозеф Рупрехт (англ. Franz Josef Ruprecht, 1814–1870) — австрійський ботанік, що перебував на російській службі.

## Біографія
Він народився у Фрайбурзі, виріс у Празі, де навчався та отримав звання доктора медицини в 1836 році. Після короткої медичної практики в Празі його призначили куратором гербарію Російської академії наук у Санкт-Петербурзі в 1839 році, потім помічник директора Санкт-Петербурзького ботанічного саду між 1851 і 1855 роками і професор ботаніки в 1855 році в Санкт-Петербурзькому університеті. Помер у Санкт-Петербурзі в 1870 році.
Він описав багато нових рослин, зібраних на російському Далекому Сході, включаючи Аляску, яка тоді була під владою Росії

## Роботи
- Ruprecht, F. J. Symbolae ad historiam et geographiam plantarum Rossicarum, St. Petersburg in 1846
- Ruprecht, F. J. Flora Caucasi, P. 1. St. Pétersbourg 1869
- Postels, A., Ruprecht, F.J. Illustrationes algarum, Weinheim, J. Cramer 1963
- Ruprecht, F. J. Flora ingrica (flora of the Leningrad region).

## Вшанування
На його честь названо рід Ruprechtia.